# 河海街道
河海街道，是中华人民共和国江苏省常州市新北区下辖的一个乡镇级行政单位。2020年7月，撤销河海街道、三井街道，设立新的三井街道。以原河海街道、三井街道的行政区域为三井街道行政区域。

## 行政区划
河海街道下辖以下地区：
富都社区、燕兴社区、河海社区、天安社区、汇丰社区、阳光社区和兰翔社区。